# Esprels
Esprels és un municipi francès situat al departament de l'Alt Saona i a la regió de Borgonya - Franc Comtat. L'any 2007 tenia 700 habitants.

## Demografia

### Població
El 2007 la població de fet d'Esprels era de 700 persones. Hi havia 284 famílies, de les quals 72 eren unipersonals (24 homes vivint sols i 48 dones vivint soles), 100 parelles sense fills, 92 parelles amb fills i 20 famílies monoparentals amb fills.
La població ha evolucionat segons el següent gràfic:
Habitants censats

### Habitatges
El 2007 hi havia 330 habitatges, 288 eren l'habitatge principal de la família, 26 eren segones residències i 16 estaven desocupats. 296 eren cases i 33 eren apartaments. Dels 288 habitatges principals, 212 estaven ocupats pels seus propietaris, 68 estaven llogats i ocupats pels llogaters i 8 estaven cedits a títol gratuït; 3 tenien una cambra, 7 en tenien dues, 29 en tenien tres, 78 en tenien quatre i 171 en tenien cinc o més. 238 habitatges disposaven pel capbaix d'una plaça de pàrquing. A 134 habitatges hi havia un automòbil i a 127 n'hi havia dos o més.

### Piràmide de població
La piràmide de població per edats i sexe el 2009 era:
| Homes | Edats   | Dones |
| ----- | ------- | ----- |
| 0     | 95 o +  | 0     |
| 0     | 90 a 94 | 4     |
| 8     | 85 a 89 | 12    |
| 0     | 80 a 84 | 12    |
| 16    | 75 a 79 | 12    |
| 16    | 70 a 74 | 20    |
| 24    | 65 a 69 | 8     |
| 8     | 60 a 64 | 32    |
| 16    | 55 a 59 | 12    |
| 12    | 50 a 54 | 24    |
| 16    | 45 a 49 | 12    |
| 28    | 40 a 44 | 48    |
| 32    | 35 a 39 | 12    |
| 32    | 30 a 34 | 28    |
| 8     | 25 a 29 | 20    |
| 8     | 20 a 24 | 12    |
| 44    | 15 a 19 | 16    |
| 24    | 10 a 14 | 32    |
| 20    | 5 a 9   | 24    |
| 8     | 0 a 4   | 32    |

## Economia
El 2007 la població en edat de treballar era de 432 persones, 331 eren actives i 101 eren inactives. De les 331 persones actives 308 estaven ocupades (167 homes i 141 dones) i 23 estaven aturades (12 homes i 11 dones). De les 101 persones inactives 31 estaven jubilades, 25 estaven estudiant i 45 estaven classificades com a «altres inactius».

### Ingressos
El 2009 a Esprels hi havia 289 unitats fiscals que integraven 701 persones, la mediana anual d'ingressos fiscals per persona era de 15.683 €.

### Activitats econòmiques
Dels 29 establiments que hi havia el 2007, 1 era d'una empresa extractiva, 2 d'empreses alimentàries, 1 d'una empresa de fabricació de material elèctric, 2 d'empreses de fabricació d'altres productes industrials, 5 d'empreses de construcció, 8 d'empreses de comerç i reparació d'automòbils, 3 d'empreses de transport, 2 d'empreses d'hostatgeria i restauració, 2 d'empreses de serveis i 3 d'entitats de l'administració pública.
Dels 10 establiments de servei als particulars que hi havia el 2009, 1 era una oficina de correu, 2 tallers de reparació d'automòbils i de material agrícola, 1 paleta, 1 guixaire pintor, 2 fusteries, 1 lampisteria i 2 restaurants.
Dels 7 establiments comercials que hi havia el 2009, 1 era un hipermercat, 1 una botiga de menys de 120 m², 3 carnisseries i 2 botigues de mobles.
L'any 2000 a Esprels hi havia 15 explotacions agrícoles que ocupaven un total de 549 hectàrees.

## Equipaments sanitaris i escolars
El 2009 hi havia una escola elemental integrada dins d'un grup escolar amb les comunes properes formant una escola dispersa.

## Poblacions més properes
El següent diagrama mostra les poblacions més properes.